# Tugen

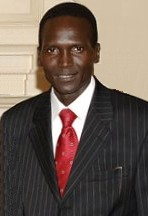
Paul Tergat, ein Mitglied der Tugen

Die Tugen, auch Tuken, sind mit 144.000 (1987) eine kleine Ethnie, die in Kenia im Baringo-County um die Tugen-Hills lebt. Sie gehören der Volksgruppe der Kalendjin an; hier wiederum zählt man sie zu den Hochlandniloten, zu denen die Nandi, Marakwet, Pokot und Kipsigis gehören.
Expräsident Daniel arap Moi wurde in der Nähe des Hauptortes der Tugen, Kabarnet geboren. Gemeinsam mit den Nandi stellen die Tugen die meisten der berühmten Langstreckenläufer Kenias. Meist sind die Tugen Viehhirten, ferner sind sie für ihr Geschick als Imker berühmt.

## Persönlichkeiten
- Paul Tergat (* 1969 in Baringo) – Langstreckenläufer, ehemaliger Weltrekordler, IOC-Mitglied